# Maud Fredin-Fredholm
Maud Fredin-Fredholm, född 13 juni 1919 i Göteborg, död 8 maj 2013, var en svensk textilkonstnär. 
Fredin-Fredholm studerade vid Slöjdföreningens skola 1935–1941 och Valands målarskola i Göteborg 1942–1949. Efter studierna arbetade hon först som formgivare av inredningstextilier för varuhuset Ferdinand Lundqvist i Göteborg. Hon etablerade en egen textilateljé (Maud Fredin Fredholm AB) i Göteborg 1945 och var på frilansbasis formgivare för Bobergs fajansfabrik i Gävle. Hon räknades till en av Sveriges största textilkonstnärer genom tiderna. På 1950-, 60- och 70-talet var hon en av de mest tongivande designerna i Sverige men hon blev även ett stort namn i London och Paris. Från sin ateljé skapade hon under flera decennier och ända fram till 1995 årligen två modekollektioner med kläder och tyger. Med tiden öppnade hon flera butiker runtom i Sverige och fick agenter, återförsäljare och filialer både i Europa och USA och hade som mest över trettio anställda. Bland hennes offentliga arbeten märks utsmyckning på Engelbrektsskolan i Borås, ridåer till Folkets Hus i Mölndal, Degerfors och Liseberg i Göteborg samt ett antal textilier till restauranger och ålderdomshem. Fredholm är representerad vid Nationalmuseum i Stockholm, Länsmuseet Gävleborg och Röhsska museet i Göteborg.